# Algebraický uzávěr
V oboru abstraktní algebry (podoboru matematiky) se algebraickým uzávěrem tělesa T rozumí jeho algebraicky uzavřené algebraické nadtěleso.

## Vlastnosti
Pomocí Zornova lemmatu lze ukázat, že každé těleso má svůj algebraický uzávěr a tento uzávěr je jednoznačný až na tělesový izomorfismus, který zachovává prvky T.

## Příklady
Základní věta algebry lze jinými slovy vyjádřit tak, že těleso komplexních čísel je algebraickým uzávěrem tělesa reálných čísel.